# Dark Roots of Earth
Dark Roots of Earth – dziesiąty album studyjny amerykańskiej grupy muzycznej Testament. Został wydany w lipcu 2012 roku przez wytwórnię płytową Nuclear Blast. Nagrania dotarły do 12. miejsca listy Billboard 200 w Stanach Zjednoczonych sprzedając się w przeciągu tygodnia od dnia premiery w nakładzie 20 000 egzemplarzy.
W ramach promocji do utworu "Native Blood" został zrealizowany teledysk który wyreżyserował Mike Sloat.

## Lista utworów
Opracowano na podstawie materiału źródłowego.
| Nr | Tytuł utworu                  | Autorzy                                        | Długość |
| -- | ----------------------------- | ---------------------------------------------- | ------- |
| 1. | „Rise Up”                     | Chuck Billy, Eric Peterson                     | 4:18    |
| 2. | „Native Blood”                | Billy, Del James, Peterson                     | 5:21    |
| 3. | „Dark Roots of Earth”         | Billy, James, Peterson, Alex Skolnick          | 5:45    |
| 4. | „True American Hate”          | Billy, Peterson, Skolnick, Steve "Zetro" Souza | 5:26    |
| 5. | „A Day in the Death”          | Billy, Peterson, Skolnick, Souza               | 5:38    |
| 6. | „Cold Embrace”                | Billy, James, Peterson, Skolnick               | 7:45    |
| 7. | „Man Kills Mankind”           | Billy, James, Peterson                         | 5:05    |
| 8. | „Throne of Thorns”            | Billy, James, Peterson, Skolnick               | 7:04    |
| 9. | „Last Stand for Independence” | Billy, James, Peterson                         | 4:42    |
|    |                               |                                                | 51:04   |

| Utwory dodatkowe | Utwory dodatkowe                              | Utwory dodatkowe                              | Utwory dodatkowe |
| Nr               | Tytuł utworu                                  | Autorzy                                       | Długość          |
| ---------------- | --------------------------------------------- | --------------------------------------------- | ---------------- |
| 1.               | „Dragon Attack” (cover Queen)                 | Brian May                                     | 4:44             |
| 2.               | „Animal Magnetism” (cover Scorpions)          | Herman Rarebell, Klaus Meine, Rudolf Schenker | 5:56             |
| 3.               | „Powerslave” (cover Iron Maiden)              | Bruce Dickinson                               | 6:51             |
| 4.               | „Throne of Thorns” (extended version)         | Billy, James, Peterson, Skolnick              | 7:41             |
| 5.               | „A Day in the Death” (gościnnie: Chris Adler) | Billy, Peterson, Skolnick, Souza              | 5:41             |
|                  |                                               |                                               | 30:53            |

## Twórcy
Opracowano na podstawie materiału źródłowego.
| Zespół Testament w składzie - Chuck Billy – śpiew - Eric Peterson – gitara - Alex Skolnick – gitara - Greg Christian – gitara basowa - Gene Hoglan – perkusja |  | Dodatkowi muzycy - Chris Adler – perkusja Inni - Andy Sneap – produkcja, miksowanie, mastering - Eliran Kantor – oprawa graficzna - Juan Urteaga – mastering |

## Notowania
| Lista                                       | Kraj              | Pozycja |
| ------------------------------------------- | ----------------- | ------- |
| Ö3 Austria Top 40                           | Austria           | 21      |
| Suomen virallinen lista                     | Finlandia         | 4       |
| Media Control Charts                        | Niemcy            | 4       |
| Billboard 200                               | Stany Zjednoczone | 12      |
| OLiS                                        | Polska            | 8       |
| Schweizer Hitparade                         | Szwajcaria        | 10      |
| Top 40 album-, DVD- és válogatáslemez-lista | Węgry             | 1       |